# The Little Spreewald Maiden
The Little Spreewald Maiden è un cortometraggio muto del 1910 diretto da Sidney Olcott.

## Produzione
Il film fu prodotto dalla Kalem Company. Venne girato in Germania, a Berlino e nella Foresta della Sprea.

## Distribuzione
Distribuito dalla General Film Company, il film - un cortometraggio di una bobina - uscì nelle sale cinematografiche USA il 21 dicembre 1910.